# Aileen Donnelly

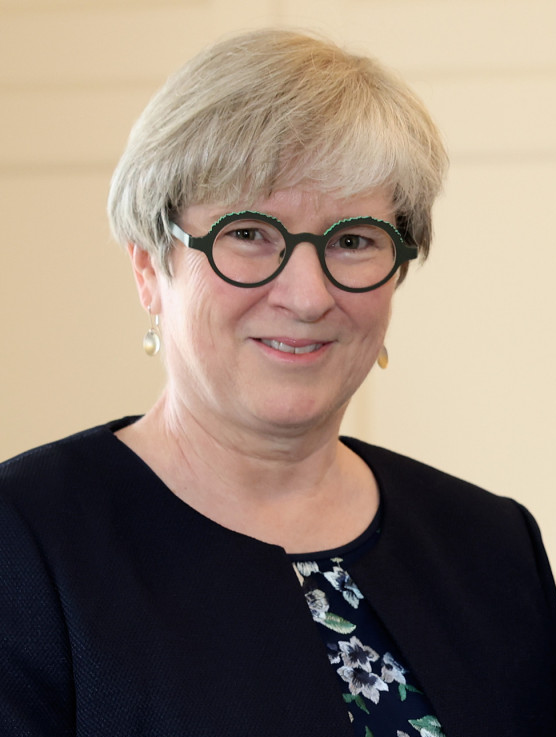
Aileen Donnelly (2023)

Aileen Donnelly ist eine irische Richterin, vormalige Rechtsanwältin und Hochschullehrerin, die im Juni 2023 zur Richterin am Supreme Court der Republik Irland berufen wurde. Sie folgte John MacMenamin, der am 25. November 2022 in den Ruhestand trat. Zuvor war sie von 2019 bis 2023 Richterin am Court of Appeal und davor Richterin am High Court.

## Leben
Aileen Donnelly studierte am University College Dublin und erwarb 1986 einen Bachelor of Common Law. 1995 erhielt sie einen Master in Gleichstellungswissenschaften. Nach dem rechtswissenschaftlichen Studium folgte die Ausbildung am King’s Inns. 1988 wurde sie zur Rechtsanwaltschaft (als Barrister) zugelassen. 2004 wurde sie Senior Counsel. Sie hat im Steuerrecht, im Bereich der Menschenrechte und Gleichstellungsrecht publiziert.
2014 wurde sie zur Richterin am High Court ernannt und war dort als Richterin in Auslieferungssachen eingeteilt. 2019 wurde sie Nachfolgerin von Mary Irvine am Court of Appeal, die ihrerseits an den Supreme Court wechselte.

## Privates
Aileen Donnelly lebt seit 2016 mit Dr. Susan Miner in einer gleichgeschlechtlichen Ehe.